# Zvonko Bezjak

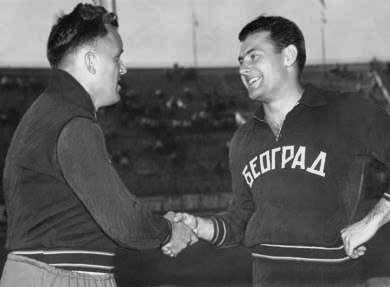
Zvonko Bezjak (rechts) mit Krešimir Račić

Zvonko Bezjak (eigentlich Antun Petar Bezjak; * 29. Juni 1935 in Varaždin; † 21. Juli 2022 ebenda) war ein jugoslawischer Hammerwerfer.
1957 gewann er jeweils Silber beim Weltfestspielen der Jugend und Studenten und den Welt-Universitätsspielen.
Bei den Leichtathletik-Europameisterschaften 1958 in Stockholm wurde er Fünfter und bei den Olympischen Sommerspielen 1960 in Rom Sechster.
1962 schied er bei den Leichtathletik-Europameisterschaften in Belgrad in der Qualifikation aus, und 1963 siegte er bei den Mittelmeerspielen in Neapel. 
1956, 1958, 1960 (mit seiner persönlichen Bestleistung von 65,38 m) und 1963 wurde er Jugoslawischer Meister.